# Félix Chambon
Pour les articles homonymes, voir Chambon.
Pierre Maurice Barthélemy Chambon, dit Félix, né le 28 avril 1871 à Gannat où il est mort le 10 janvier 1920, est un biographe, historien et bibliothécaire à la Sorbonne.

## Biographie
Le père de Félix Chambon est commis des postes. Il écrit des articles dans le Journal de Gannat, dès 1891.
Il devient secrétaire d’un médecin et collabore avec lui sur l’histoire de Gannat.  Après la mort de ce médecin, en 1896, il occupe un poste de bibliothécaire à la bibliothèque de la Sorbonne. Cette fonction lui donne accès à de nombreux documents qui le conduisent à publier, en 1902, des Notes sur Prosper Mérimée et d’autres ouvrages dont des lettres de Mérimée. 
Il a publié des articles dans diverses revues scientifiques : les Annales du Midi, la Revue d’histoire du XIXe siècle, la Revue internationale de l’enseignement. 

## Publications
- Rapport sur la Bibliothèque Victor Cousin, adressé à M. le Ministre de l’Instruction publique, Angers, A. Burdin, 1908, 88 p. lire en ligne sur Gallica
- Notes sur Prosper Mérimée, Paris, Dorbon, 1902, 498 p., 23 cm (OCLC 18468828, lire en ligne sur Gallica).
- Note sur l’église Sainte-Martine de Pont-du-Château (Puy-de-Dôme), Caen, H. Delesques, 1898, 14 p., in-8º (OCLC 897116431, lire en ligne sur Gallica).
- Notes sur la bibliothèque de l’Université de Paris : de 1763 à 1905, Gannat, Marius Fontenay, 1905, 8 p., 21 cm (OCLC 32209680).

### Éditions scientifiques
- (la) "De consciencia" et "De tribus dietis"  (publiés, introduction et  notes, par Félix Chambon), Paris, A. Picard et fils, coll. « Collection de textes pour servir à l’étude et à l’enseignement de l’histoire », 1902, xxii-65 p., in-8º (lire en ligne sur Gallica). Sa traduction du traité de Robert de Sorbon (De Conscientia) est conservée dans la Réserve de la Bibliothèque interuniversitaire de la Sorbonne (MS 1612[3]).
- Auguste Robert de Pomereu (d)  (publié avec une introduction par Félix Chambon), La Justice civile en Bourbonnais en 1664 : Rapport de M. de Pomereu Intendant de la Province, Moulins, L. Grégoire, 1899, 53 p., in-8º (lire en ligne sur Gallica).